# Ивиндо (национальный парк)
Национальный парк Ивиндо — национальный парк в восточно-центральной части Габона в Центральной Африке, расположенный на границе провинций Огове-Ивиндо и Огове-Лоло. О его создании было объявлено в августе 2002 года тогдашним президентом Омаром Бонго на Всемирном саммите по устойчивому развитию в Йоханнесбурге наряду с 12 другими наземными национальными парками Габона. Знаменитый своими впечатляющими водопадами Конге и Мингули на реке Ивиндо, известными как «чудеса Ивиндо», парк также включает в себя биосферный заповедник Ипаса-Макоку и Лангуэ-Баи, одну из 5 самых важных лесных полян в Центральной Африке. Institut de Recherche en Écologie Tropicale (IRET), тропический исследовательский институт под руководством Национального центра научных исследований и технологий (CENAREST), находится на севере парка, в 12 км от ближайшего города, Макоку, в то время как исследовательская станция Лангуэ, находящаяся в ведении Общества охраны дикой природы (WCS), находится на юге в нескольких километрах от Лангуэ-Баи.
По парку протекает река Ивиндо, которая является основным притоком Огове, а также здесь расположены горы Кингуэ (749 м) и Нгуади (870 м). Среднее количество осадков составляет 1672 мм, с пиками в период с сентября по декабрь и с февраля по май. Сильные грозы случаются сезонно и иногда могут вызывать локальные торнадо, особенно на плато Ипаса; разрушения, вызванные смерчами, могут быть причиной того, что этот лес внешне напоминает вторичный лес. Средняя температура составляет 23,9 °C (измерено в Макоку в нескольких километрах от северной границы парка) с сезонными колебаниями около 3,3 °C.
Парк занимает 300 000 га, почти все из которых покрыты лесами, состоящими из прибрежных атлантических лесов Нижней Гвинеи и полувечнозелёных лесов, типичных для центральной части бассейна Конго. Местная фауна включает западных равнинных горилл, обыкновенных шимпанзе, африканских лесных буйволов, красных речных свиней, ситатунга, а также одну из последних относительных нетронутых популяций лесных слонов. Известные виды птиц включают серошейную лысую ворону, в целом в парке зарегистрировано более 430 видов птиц.

## История
С 2001 года, до создания парка, Общество охраны дикой природы изучало и защищало южную часть парка, сосредоточенную в Лангуэ-Баи, при поддержке организации, которая сейчас является Агентством национальных парков Габона (ANPN). В 2004 году Общество охраны дикой природы создало специально построенный лагерь в 3 км от Лангуэ-Баи, с жилыми помещениями и офисами для исследователей, что позволило получить важную информацию об экологии местности и обеспечить защиту от браконьеров.
В 2021 году парк был внесён в список Всемирного наследия ЮНЕСКО.

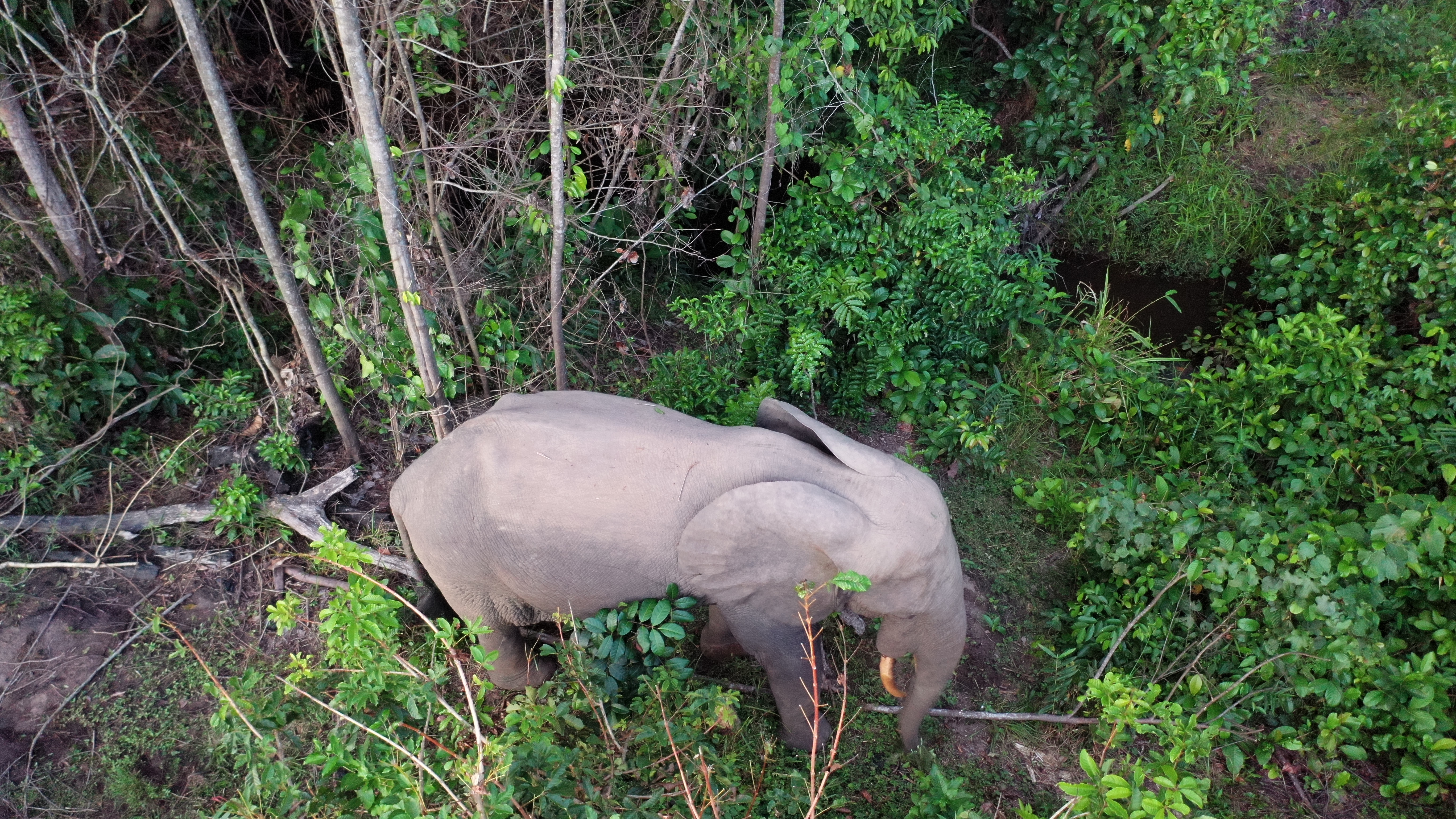
Лесной слон в Лангуэ-Баи[англ.], национальный парк Ивиндо
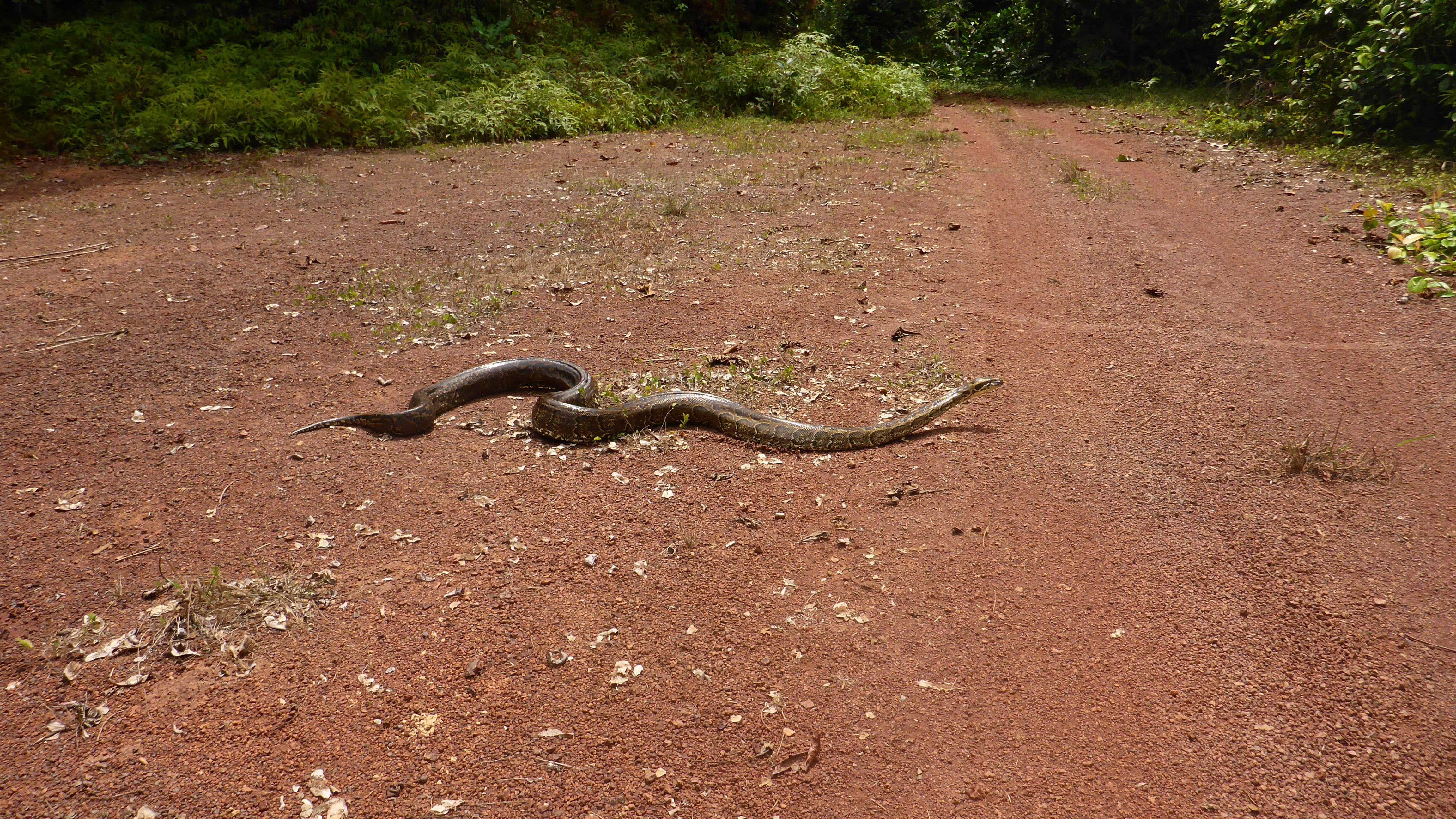
Скальный питон на подъездной дороге к югу от национального парка Ивиндо, Габон.